# 龙州 (四川)
龙州，中国南北朝时设置的州。在今四川省绵阳市、广元市境。

## 历史
北魏正始二年（505年），置龙州（与阴平郡、阴平县同治于今四川省江油市小溪坝镇阴平村），辖阴平、马盘、江油三郡。正始五年（508年），南梁占有，州废。西魏废帝二年（553年）复置龙州、江油郡和江油县，同治于今四川平武县南坝镇，属于利州总管府。
隋朝时，龙州設置2郡3县。大業元年（605年）废沙州，建陽郡4县归龙州管辖。大業三年（607年），龙州改为平武郡。下轄江油、平武、馬盤、方維四县。唐朝复置龙州。武德四年（621年）方維县改属沙州。贞观八年（634年），撤销平武县。随后，龙州长期下辖江油、馬盤二县。天宝元年（742年）龙州改为江油郡，馬盤县改为清川县。至德二载（757年）江油郡改为应灵郡。乾元元年（758年）再改为龙州。光启二年（886年）设龙剑节度使。
南宋宝祐六年（1258年），龙州和江油县徙治雍村（今四川省江油市大康镇旧县村）。属于利州西路，下辖江油、青川二县。元朝时，龙州隶属广元路。元顺帝至正二十三年（1363年），龙州改为龙州宣慰司，徙治今江油市武都镇。明太祖洪武六年（1373年），复置龙州，徙治青川县（今青川县青溪镇）。洪武二十二年（1389年），徙治箭楼村麓之蟠龙坝（今平武县）。嘉靖四十五年（1566年），升为龙安府。

## 行政区划
| 隋朝行政区划变迁 | 隋朝行政区划变迁 | 隋朝行政区划变迁 | 隋朝行政区划变迁 | 隋朝行政区划变迁 | 隋朝行政区划变迁            |
| 区分             | 開皇元年         | 開皇元年         | 開皇元年         | 区划             | 大業3年                     |
| ---------------- | ---------------- | ---------------- | ---------------- | ---------------- | --------------------------- |
| 州               | 龙州             | 龙州             | 沙州             | 郡               | 平武郡                      |
| 郡               | 江油郡           | 馬盤郡           | 建陽郡           | 县               | 江油县 平武县 馬盤县 方維县 |
| 县               | 江油县 平武县    | 馬盤县           | 秦興县           | 县               | 江油县 平武县 馬盤县 方維县 |

## 历任长官
- 赵绰（627年）
- 韦仁基（贞观年间）
- 张德言（贞观年间）
- 王玄德（高宗初年）
- 武元庆（660年—666年）
- 许枢（长寿年间）
- 卜处沖（武周年间）
- 梁师（武周年间）
- 虞謇（武周年间）
- 郭恒（705年—708年）
- 许观（718年—719年）
- 赵憕（746年）江油太守
- 苏邈（756年）
- 段钊（元和年间）
- 石士俭（821年）
- 尉迟锐（824年）
- 魏纶（832年—835年）
- 樊某（唐僖宗年间）
- 郑凝绩（中和年间）
- 裴岘（中和年间）
- 杨守贞（886年—892年）龙剑节度使
- 梁思谦（大顺年间）
- 田昉（895年、896年）
- 韦贻范（光化、天复年间）